# Autochloris vetusta
Autochloris vetusta là một loài bướm đêm thuộc phân họ Arctiinae, họ Erebidae.